# 運輸政策審議会
運輸政策審議会（うんゆせいさくしんぎかい）とは、国家行政組織法第8条及び旧運輸省組織令第108条に基づき、旧運輸省内に設置された審議会である。略称は運政審。平成13年（2001年）1月6日に実施された中央省庁等改革基本法に基づく行政組織再編成に伴って廃止され、国土交通省内に新設した交通政策審議会にその役割を委譲した。

## 概要
運輸大臣の諮問に応じて総合的輸送体系の樹立のための基本的な政策及び計画の策定、その他運輸省の所管行政に関する基本的な政策及び計画の策定について調査審議し、及びこれに関して必要と認める事項を関係大臣に建議する使命を持っていた。その答申は、10年以上後の未来を見据えた長期的な観点により専門家及び有識者の総力を挙げて作成されたもので、現在の運輸政策は、これら答申に基づき実施される事項が多い。

## 主な答申
- 「東京圏における高速鉄道を中心とする交通網の整備に関する基本計画について」（昭和60年（1985年）7月11日答申第7号）
- 「大阪圏における高速鉄道を中心とする交通網の整備に関する基本計画について」（平成元年（1989年）5月31日答申第10号）
- 「21世紀を展望した90年代の交通政策の基本的方向について」（平成3年（1991年）6月3日答申第11号）
- 「名古屋圏における高速鉄道を中心とする交通網の整備に関する基本計画について」（平成4年（1992年）1月10日答申第12号）
- 「21世紀に向けての中長期の鉄道整備に関する基本的考え方について」（平成4年（1992年）6月19日答申第13号）
- 「今後のタクシー事業のあり方について」（平成5年（1993年）5月11日答申第14号）
- 「貨物運送取扱事業法附則第52条に規定する措置について」及び「地域内物流の効率化のための方策について」（平成6年（1994年）3月16日答申第15号）
- 答申第16号は、専門部会ごとに作成された。

「国内航空分野における需給調整規制廃止に向けて必要となる環境整備方策等の在り方について」（平成10年（1998年）4月9日答申第16号・航空部会）
「貸切バスの需給調整規制廃止に向けて必要となる環境整備方策等について」（平成10年（1998年）6月2日答申第16号・自動車交通部会（貸切バス））
「交通運輸の直面する政策課題と需給調整廃止に向けての今後の役割について」（平成10年（1998年）6月9日答申第16号・総合部会）
「国内旅客船事業における需給調整規制廃止に向けて必要となる環境整備方策等について」（平成10年（1998年）6月11日答申第16号・海上交通部会（国内旅客船））
「旅客鉄道分野における需給調整規制廃止に向けて必要となる環境整備方策等について」（平成10年（1998年）6月15日答申第16号・鉄道部会）
「乗合バスの需給調整規制廃止に向けて必要となる環境整備方策等について」（平成11年（1999年）4月9日答申第16号・自動車交通部会（乗合バス））
「タクシーの需給調整規制廃止に向けて必要となる環境整備方策等について」（平成11年（1999年）4月9日答申第16号・自動車交通部会（タクシー））
「港湾運送事業の規制緩和について」（平成11年（1999年）6月10日答申第16号・海上交通部会（港湾運送））
- 「低燃費自動車の一層の普及促進策について」（平成11年（1999年）5月20日答申第17号）
- 「東京圏における高速鉄道を中心とする交通網の整備に関する基本計画について」（平成12年（2000年）1月27日答申第18号）
- 「中長期的な鉄道整備の基本方針及び鉄道整備の円滑化方策について」（平成12年（2000年）8月1日答申第19号）
- 「21世紀初頭における総合的な交通政策の基本的方向について」（平成12年（2000年）10月19日答申第20号）